# Gleisweiler
Gleisweiler es un municipio situado en el distrito de Südliche Weinstraße, en el estado federado de Renania-Palatinado (Alemania). Su población estimada a finales de 2016 era de 616 habitantes.
Se encuentra ubicado al sur del estado, cerca de la ciudad de Landau, de la orilla derecha del río Rin, y de la frontera con Francia.

## Galería de imágenes

Gleisweiler
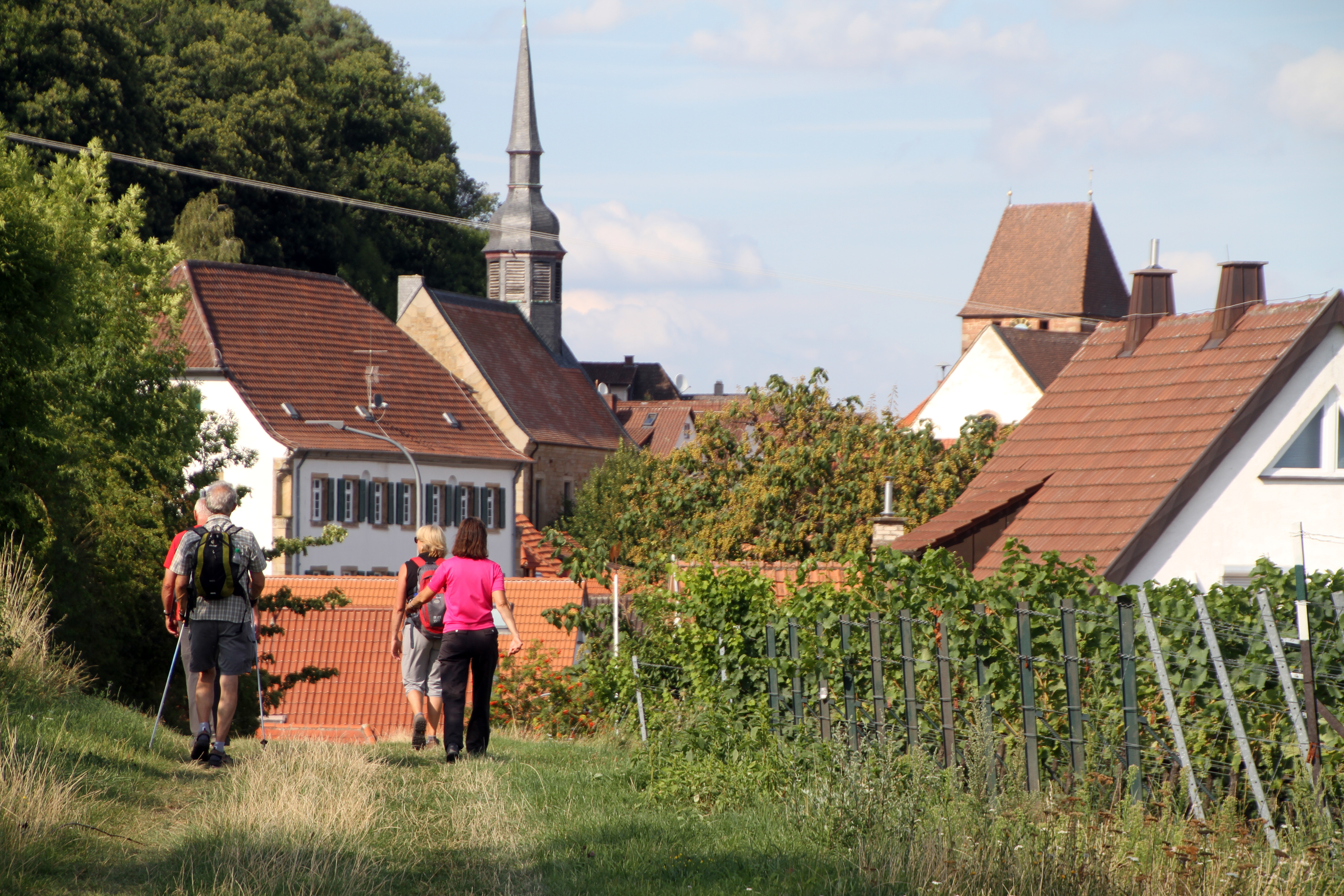
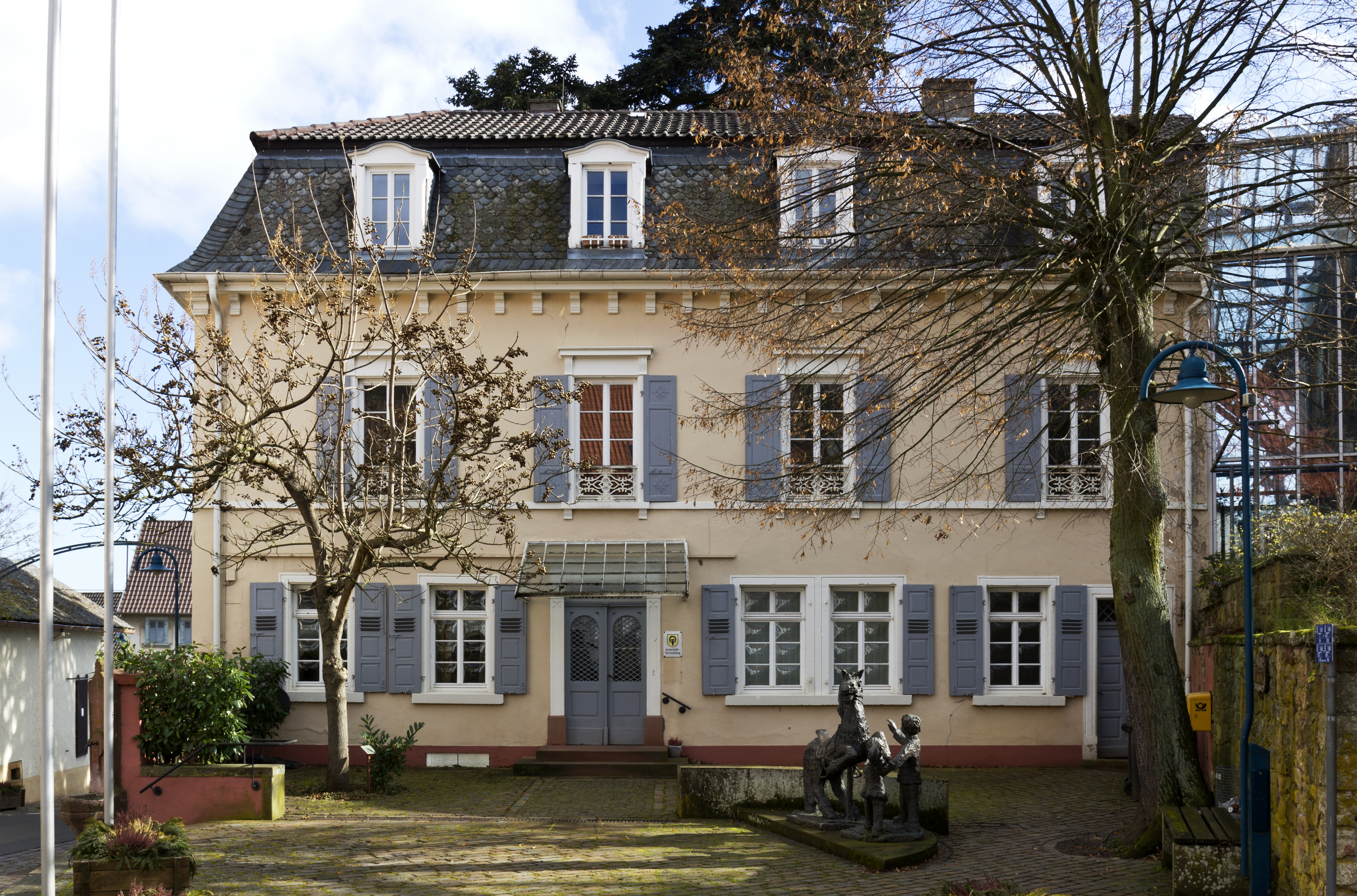
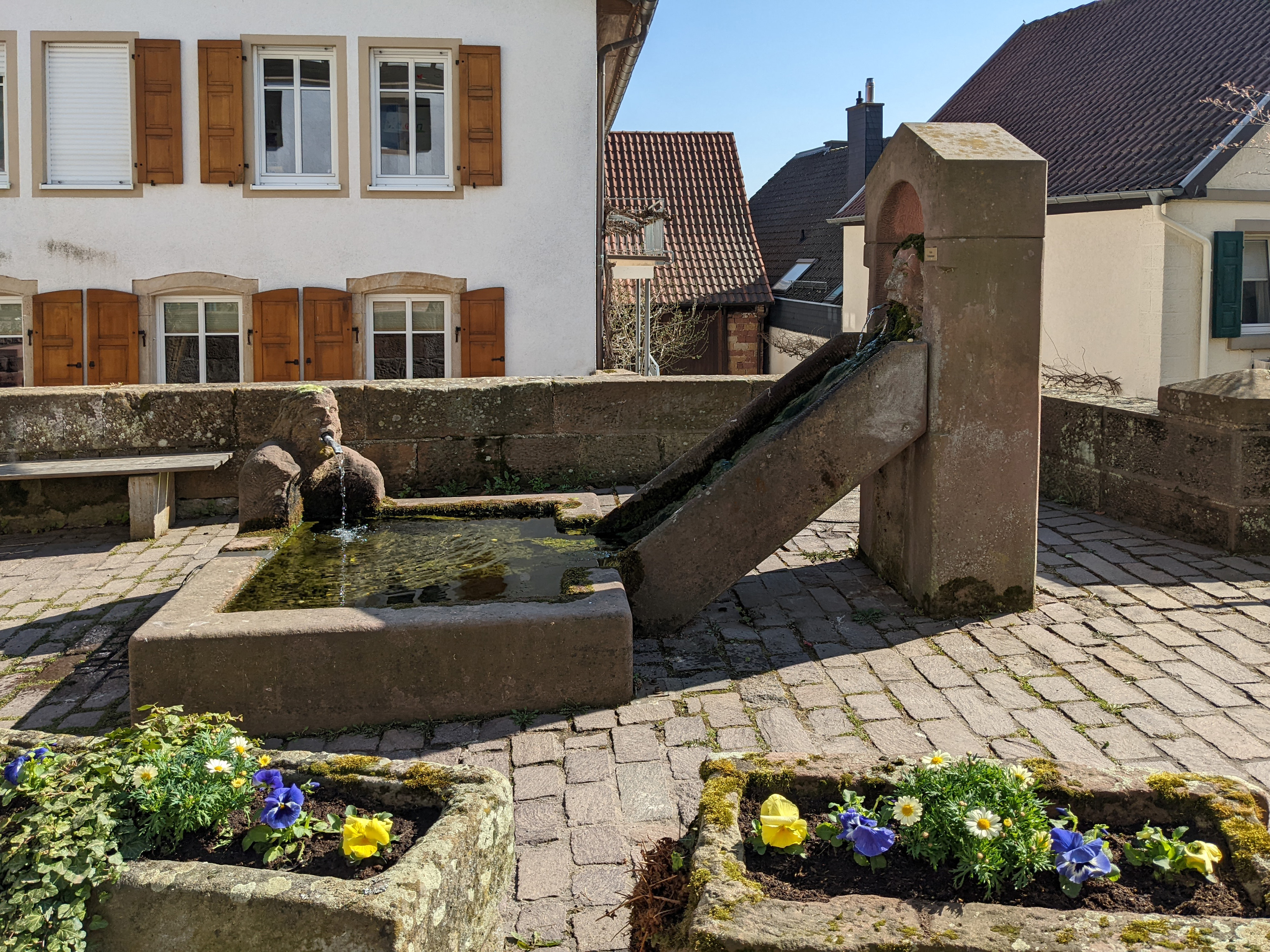
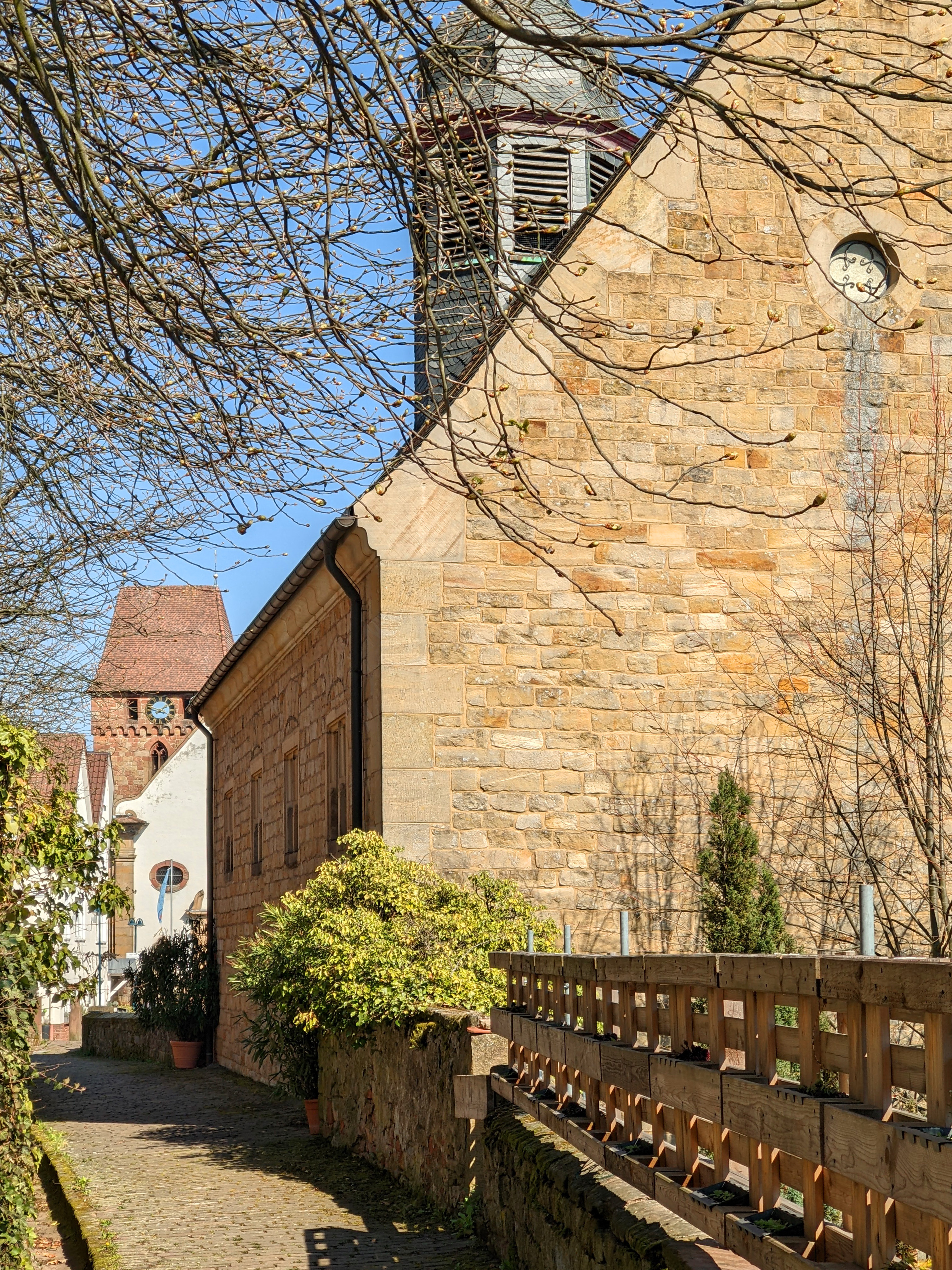
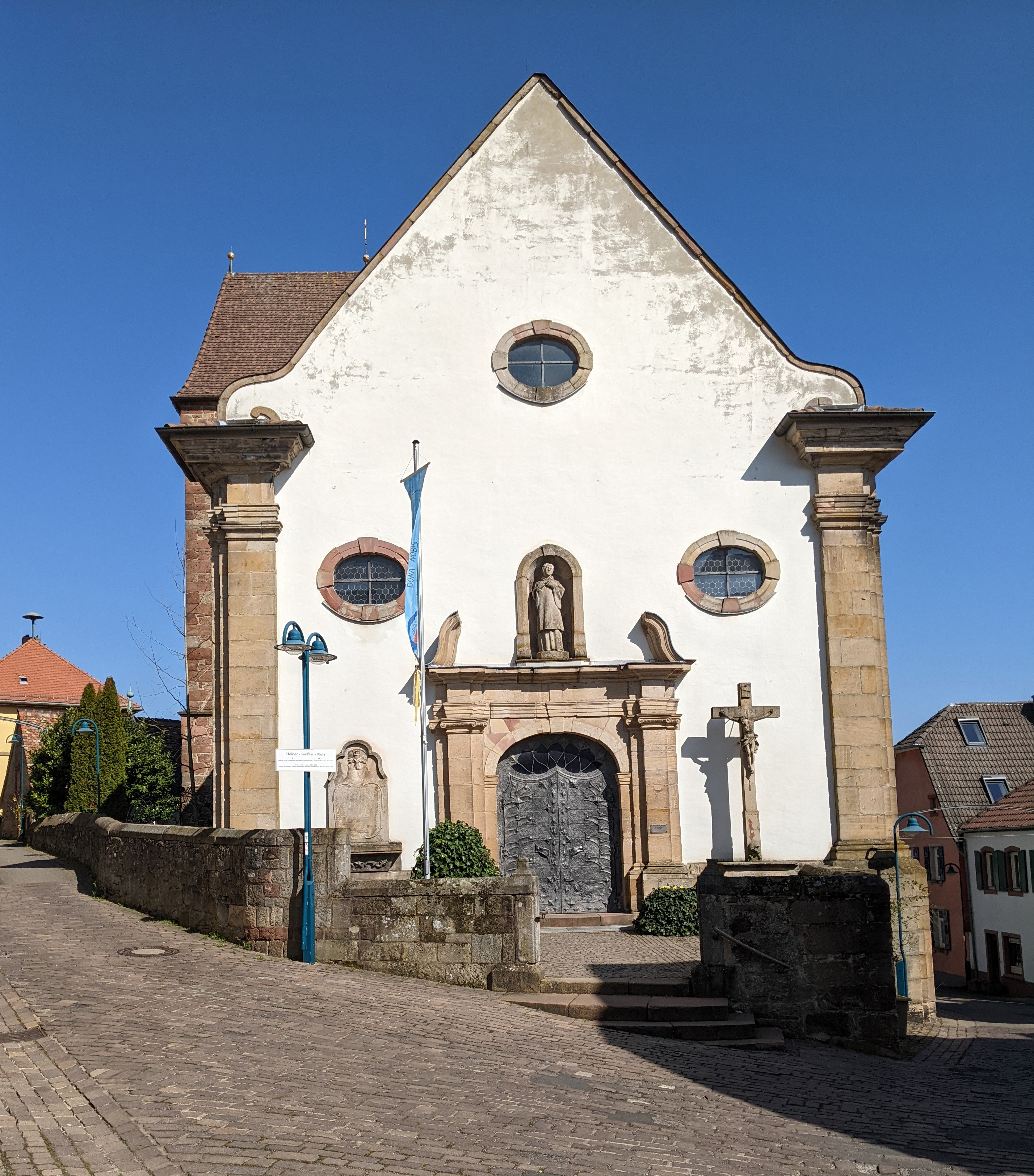
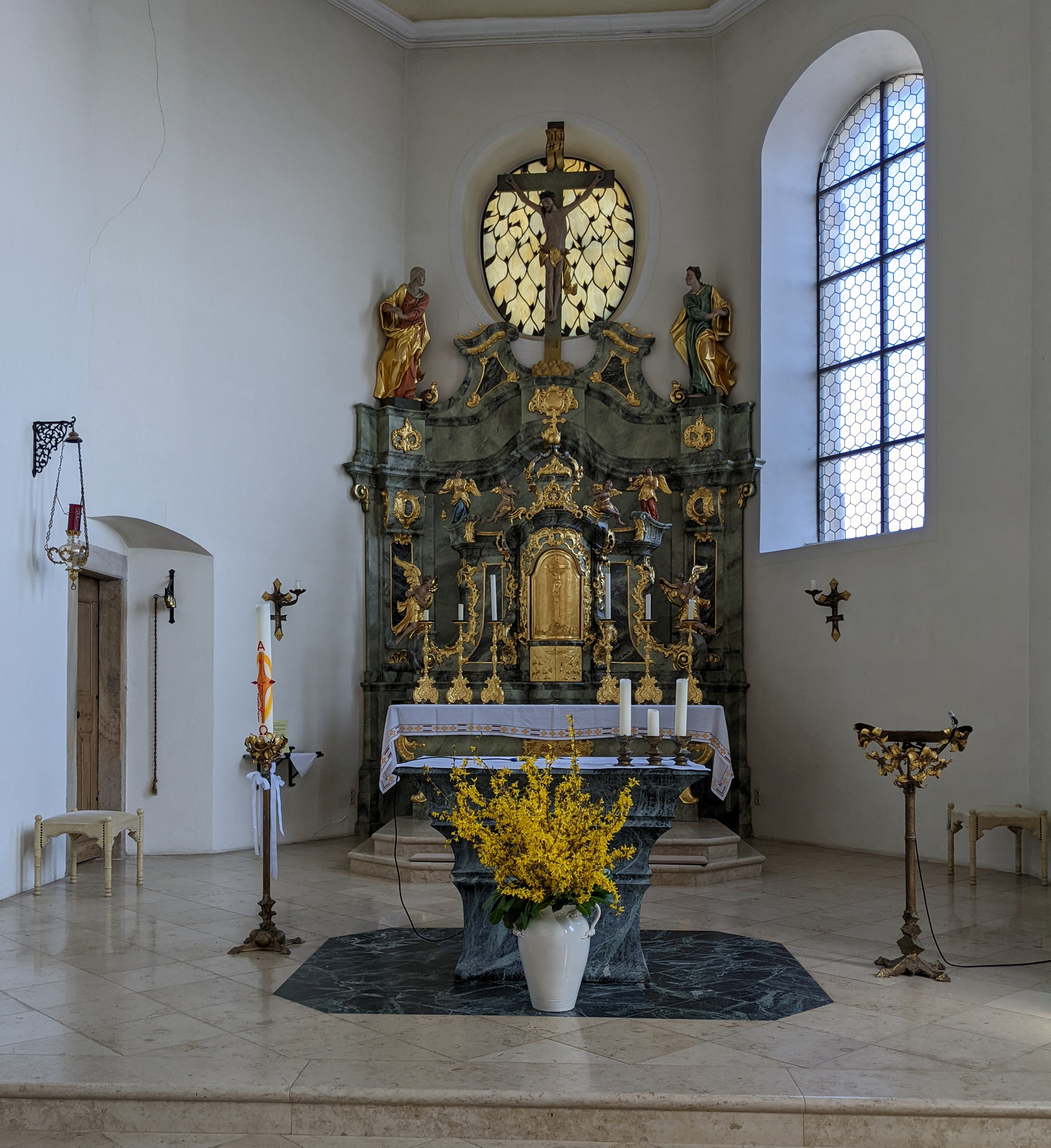
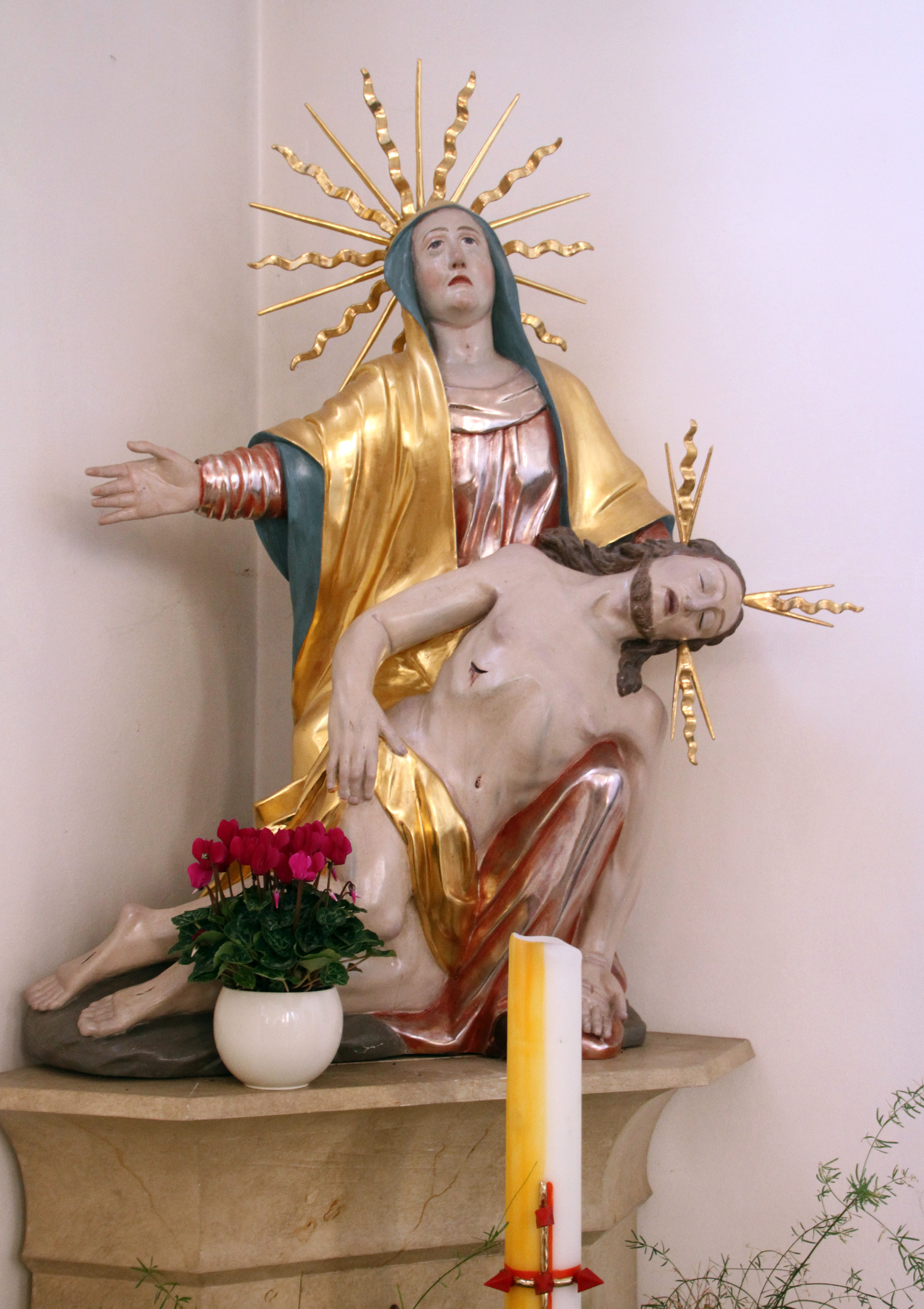
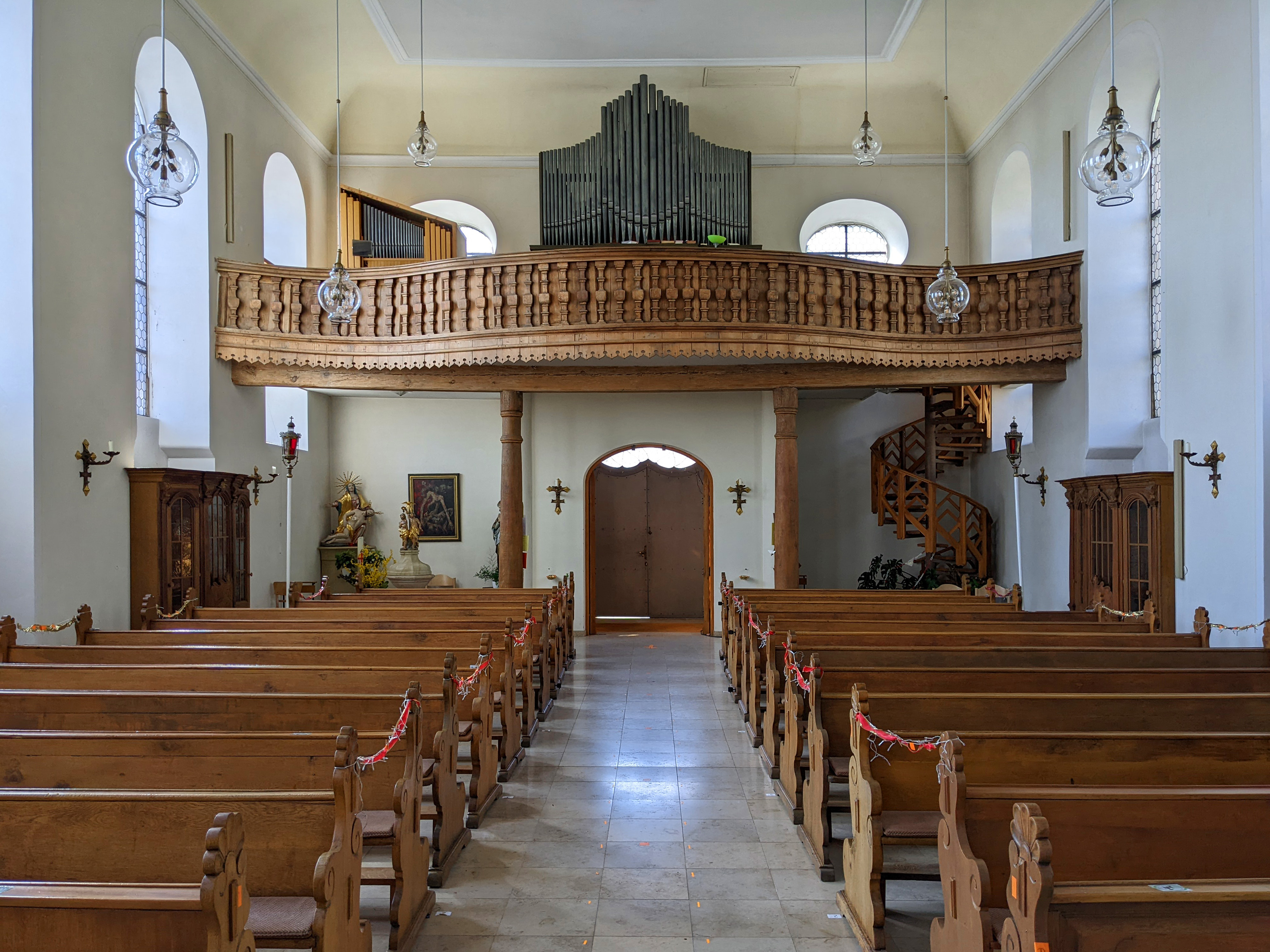